# Léproserie de Saint-Bernard

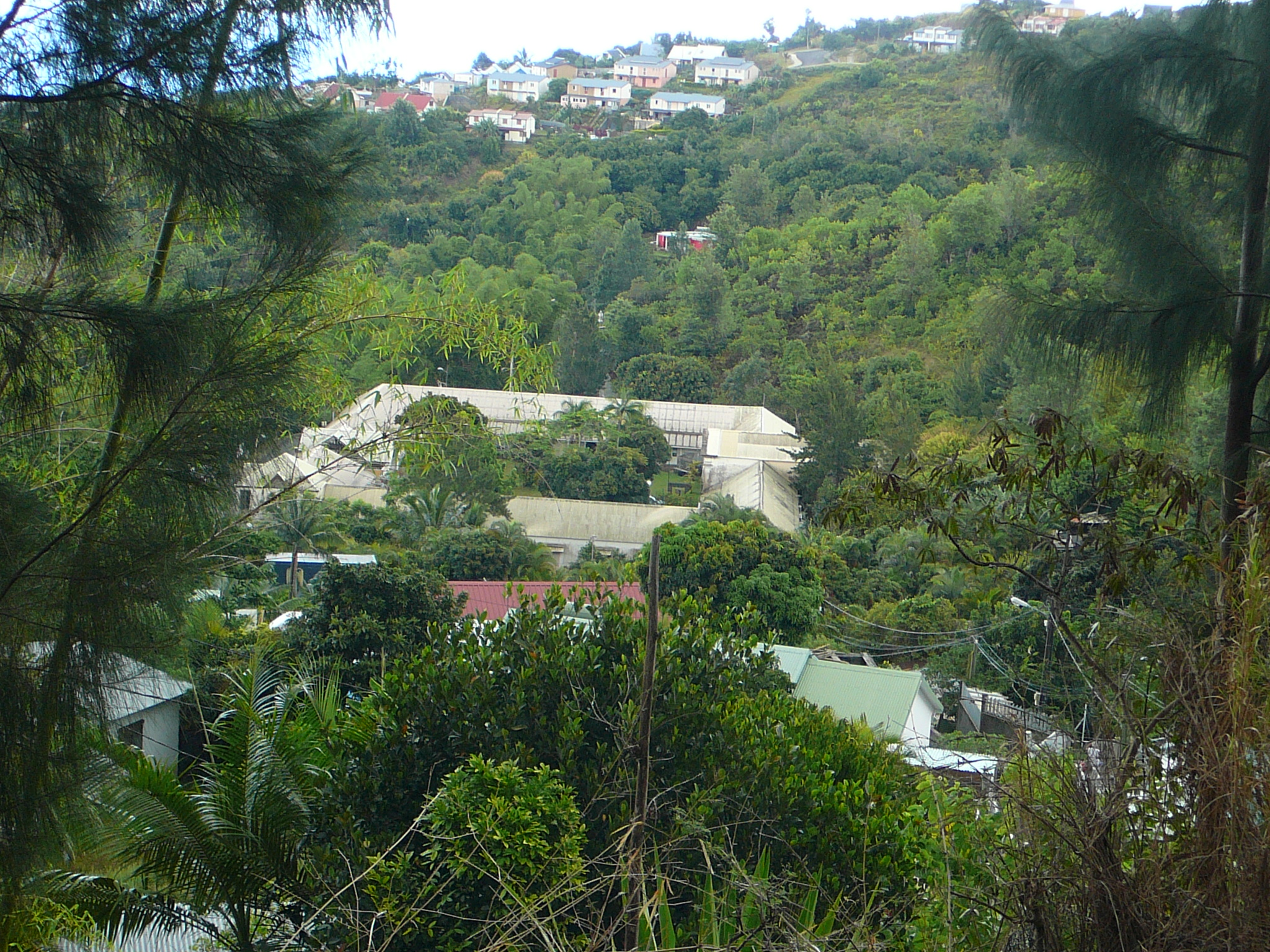
Vue surplombante de la léproserie de Saint-Bernard.

La léproserie de Saint-Bernard est une ancienne léproserie de l'île de La Réunion, département et région d'outre-mer français dans le sud-ouest de l'océan Indien. 

## Localisation
Elle est située au 146, chemin du Père-Raimbault à Saint-Bernard, dans le quartier de La Montagne, sur le territoire de la commune de Saint-Denis, le chef-lieu. Elle est inscrite monument historique depuis le 17 décembre 2015.

## Historique
La léproserie est inscrite au titre des monuments historiques depuis le 17 décembre 2015. Du fait de son époque de construction, elle bénéficie également du label « Patrimoine du XXe siècle ».